# 江添建次郎
江添 建次郎（えぞえ けんじろう、1982年8月25日 - ）は、岡山県出身の元サッカー選手。ポジションはDF。

## 来歴
2003年ユニバーシアード優勝メンバーで、2005年に即戦力としてセレッソ大阪に入団する。ルーキーイヤーの2005年シーズンは開幕スタメンを飾り周囲を期待させたが、第3節の大宮戦で右膝前十字靭帯断裂、全治8ヵ月の大怪我を負ってしまう。この年はチームが優勝争いをする中、自身はリハビリのため残り全試合を棒に振った。
2006年シーズンも当初はベンチ生活が続いたが、塚田雄二監督が就任してからは3バックのセンターとしてチームに欠かせない選手へと成長した。森島寛晃や前田和哉に代わってゲームキャプテンを務める試合も多かった。2009年も当初はスタメンとして起用されていたが、夏場以降はスタメンから外れた。
2010年はカターレ富山へ期限付き移籍。シーズン前に負傷したため、序盤は戦線を離脱。9月の安間貴義監督就任後はボランチとして出場機会が増えたが、出場はシーズンを通して10試合にとどまった。2011年には富山に完全移籍し22試合に出場したが、同年限りで退団。
2012年からはJFLの佐川印刷SCに移籍しプレー。2013年限りで現役を引退。
2014年、佐川印刷京都SCのコーチに就任。

## 人物
- C大阪で同期入団の前田和哉とは関西学生選抜時代からのチームメイトで、同じポジションのライバルという間柄だが非常に仲が良い。
- かなりのイケメンのため女性ファンが非常に多く、C大阪公式サポーターズブックで香川真司に「チーム一のモテ男」と言われた。
- カターレ富山の楚輪博監督（移籍当時）には、桃山学院大学時代にも指導を受けていた。

## 所属クラブ
- 浅口市立金光中学校
- 岡山県立玉野光南高等学校
- 2001年 - 2004年 桃山学院大学
  - 2004年セレッソ大阪 (特別指定選手)
- 2005年 - 2010年 セレッソ大阪
  - 2010年 カターレ富山 (期限付き移籍)
- 2011年 カターレ富山
- 2012年 - 2013年 佐川印刷SC

## 個人成績
| 国内大会個人成績 | 国内大会個人成績 | 国内大会個人成績 | 国内大会個人成績 | 国内大会個人成績 | 国内大会個人成績 | 国内大会個人成績 | 国内大会個人成績 | 国内大会個人成績 | 国内大会個人成績 | 国内大会個人成績 | 国内大会個人成績 |
| 年度             | クラブ           | 背番号           | リーグ           | リーグ戦         | リーグ戦         | リーグ杯         | リーグ杯         | オープン杯       | オープン杯       | 期間通算         | 期間通算         |
| 年度             | クラブ           | 背番号           | リーグ           | 出場             | 得点             | 出場             | 得点             | 出場             | 得点             | 出場             | 得点             |
| 日本             | 日本             | 日本             | 日本             | リーグ戦         | リーグ戦         | リーグ杯         | リーグ杯         | 天皇杯           | 天皇杯           | 期間通算         | 期間通算         |
| ---------------- | ---------------- | ---------------- | ---------------- | ---------------- | ---------------- | ---------------- | ---------------- | ---------------- | ---------------- | ---------------- | ---------------- |
| 2005             | C大阪            | 14               | J1               | 3                | 0                | 2                | 0                | 0                | 0                | 5                | 0                |
| 2006             | C大阪            | 14               | J1               | 12               | 0                | 0                | 0                | 1                | 0                | 13               | 0                |
| 2007             | C大阪            | 14               | J2               | 40               | 0                | -                | -                | 0                | 0                | 40               | 0                |
| 2008             | C大阪            | 14               | J2               | 28               | 0                | -                | -                | 0                | 0                | 28               | 0                |
| 2009             | C大阪            | 14               | J2               | 32               | 1                | -                | -                | 1                | 0                | 33               | 1                |
| 2010             | 富山             | 22               | J2               | 10               | 2                | -                | -                | 0                | 0                | 10               | 2                |
| 2011             | 富山             | 4                | J2               | 22               | 0                | -                | -                | 1                | 0                | 23               | 0                |
| 2012             | 佐川印刷         | 5                | JFL              | 13               | 0                | -                | -                | -                | -                | 13               | 0                |
| 2013             | 佐川印刷         | 5                | JFL              |                  |                  | -                | -                |                  |                  |                  |                  |
| 通算             | 日本             | 日本             | J1               | 15               | 0                | 2                | 0                | 1                | 0                | 18               | 0                |
| 通算             | 日本             | 日本             | J2               | 132              | 3                | -                | -                | 2                | 0                | 134              | 3                |
| 通算             | 日本             | 日本             | JFL              | 13               | 0                | -                | -                | -                | -                | 13               | 0                |
| 総通算           | 総通算           | 総通算           | 総通算           | 160              | 3                | 2                | 0                | 3                | 0                | 165              | 3                |

- 2004年は特別指定選手。
- Jリーグ初出場 - 2005年3月6日 J1第1節 ヴィッセル神戸戦（神戸ウィングスタジアム）
- Jリーグ初得点 - 2009年3月8日 J2第1節 サガン鳥栖戦（長居スタジアム）

## 代表歴
- 2003年ユニバーシアード大邱大会、サッカー日本代表